# Leonid Bielewski
Leonid Leonidowicz Bielewski, ros. Леонид Леонидович Белевский (ur. ?, zm. we wrześniu 1939 roku w Wilnie) – rosyjski emigracyjny działacz kulturalno-społeczny, publicysta.
W 1918 roku z Mohylewa przybył do Wilna, które w 1920 roku znalazło się na polskim terytorium państwowym. Leonid Bielewski wszedł w skład Rady Sekcji Literacko-Artystycznej Wileńskiego Stowarzyszenia Rosyjskiego. Po pewnym czasie objął funkckję zastępcy przewodniczącego organizacji. Uczestniczył w zebraniach i wieczorkach organizowanych przez Stowarzyszenie, wygłaszając odczyty i wykłady na tematy literacko-filozoficzne i religijne. Ponadto udzielał się w Związku Studentów Rosyjskich. Od 1925 roku był dyrektorem seminarium duchownego i jednocześnie dyrektorem gimnazjum Wileńskiego Stowarzyszenia Rosyjskiego. W 1932 roku został nauczycielem języka rosyjskiego w Instytucie Naukowo-Badawczym Europy Wschodniej. W II połowie lat 30. objął funkcję przewodniczącego Komisji Kulturalno-Pedagogicznej Rady Związku Rosyjskich Organizacji Mniejszościowych w Polsce. W 1937 roku stanął na czele Komitetu Puszkińskiego w Wilnie, zajmującego się przygotowaniem uroczystości związanych z 100. rocznicą śmierci poety. Pisał artykuły do wileńskiej gazety „Nasze wriemia” i czasopisma „Rodnoje słowo”. Zginął we wrześniu 1939 roku na dworcu kolejowym w Wilnie w wyniku niemieckiego bombardowania lotniczego.